# Stade Luso-Brasileiro
 (avril 2025).
Si vous disposez d'ouvrages ou d'articles de référence ou si vous connaissez des sites web de qualité traitant du thème abordé ici, merci de compléter l'article en donnant les références utiles à sa vérifiabilité et en les liant à la section « Notes et références ».
L'Estádio Luso-Brasileiro est un stade de football situé dans le quartier carioca d'Ilha do Governador au Brésil. Son club résident est l'Associação Atlética Portuguesa.

## Histoire

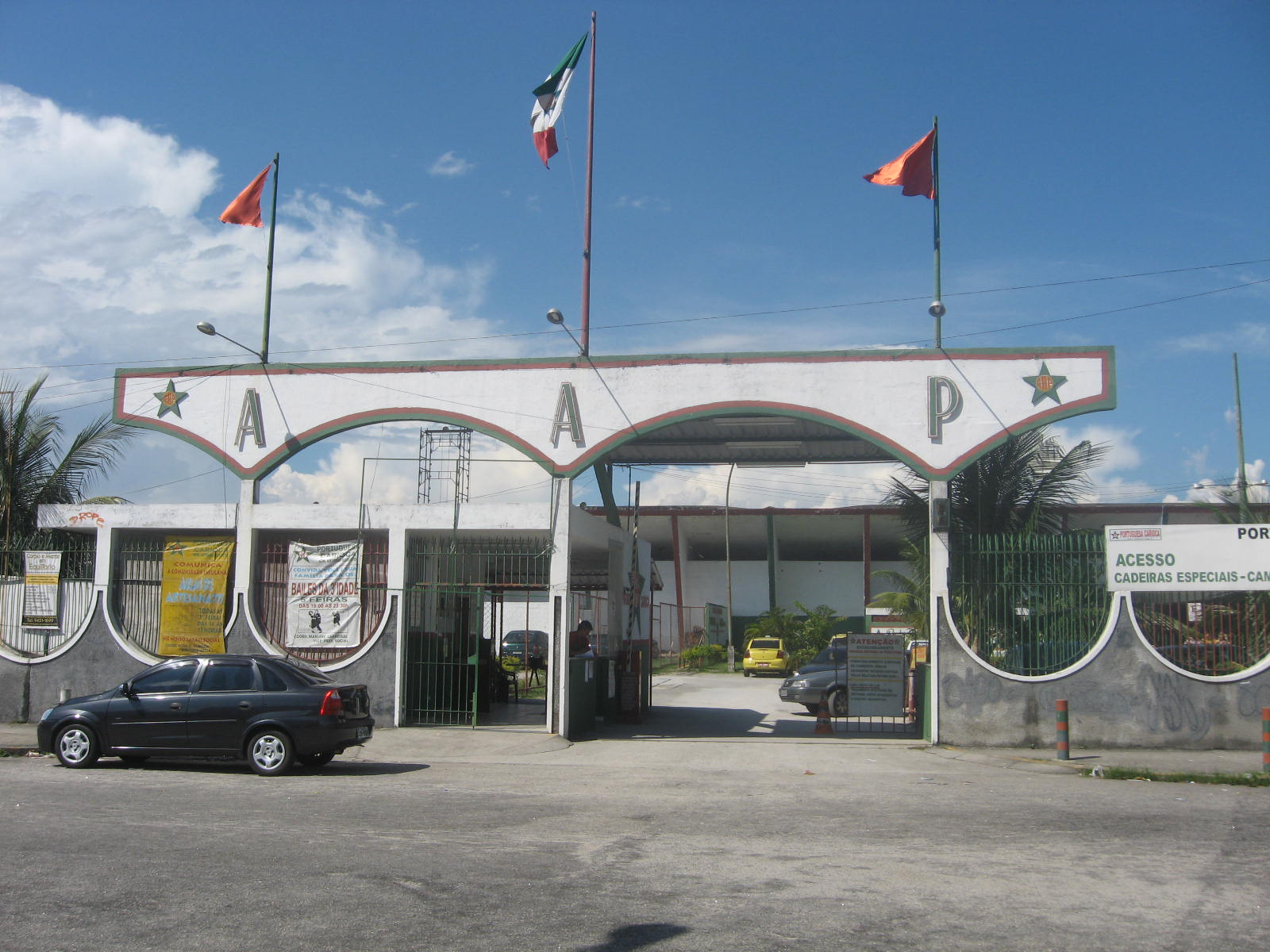
Entrée du stade.

Le stade est inauguré le 2 octobre 1965 par un match entre l'Associação Atlética Portuguesa et le Club de Regatas Vasco da Gama devant 8 565 spectateurs payants. Vasco da Gama s'impose deux buts à zéro grâce à un doublé de Zezinho. 
Lors du championnat du Brésil 2005, le Botafogo, en partenariat avec le club du Flamengo et l'entreprise Petrobras, entreprend un agrandissement temporaire du stade Luso-Brasileiro propriété du club de l'Associação Atlética Portuguesa. Le stade, qui voit sa capacité multipliée par six au moyen de structures métalliques, est alors renommé Arena Petrobras pour l'occasion. Les deux clubs y disputent leurs rencontres à domicile lors du championnat de cette année-là. Le 23 juillet 2005, le match Botafogo-Brasiliense Futebol Clube attire 18 725 spectateurs établissant ainsi un nouveau record d'affluence. 